# Saint-Nazaire (Pyrénées-Orientales)
|  | Se også Saint-Nazaire |
Saint-Nazaire (på Catalansk: Sant Nazari de Rosselló) er en by og kommune i departementet Pyrénées-Orientales i Sydfrankrig.

## Geografi
Byen ligger på en bakke vest for lagunen Etang de Canet-Saint Nazaire, 4 km syd for Canet-en-Roussillon.

## Demografi

### Udvikling i folketal
| 1962                                                              | 1968 | 1975 | 1982  | 1990  | 1999  | 2006  | 2011  | 2017  |
| ----------------------------------------------------------------- | ---- | ---- | ----- | ----- | ----- | ----- | ----- | ----- |
| 662                                                               | 706  | 771  | 1.189 | 2.048 | 2.380 | 2.319 | 2.516 | 2.688 |
| Tal fra og med 1962 er uden dobbelttælling (sans doubles comptes) |      |      |       |       |       |       |       |       |